# Trikala
Trikala (græsk: Τρίκαλα; aromunsk: Trikolj) er en by i det nordvestlige Thessalien, Grækenland, og hovedstad i den regionale enhed Trikala. Byen ligger ved Lithaios-floden, som er en biflod til Pineios. Ifølge Grækenlands nationale statistiske kontor havde Trikala 81.355 indbyggere (2011), mens den regionale enhed Trikala i alt har 131.085 indbyggere (2011).